# Військові навчання «Тайгер»

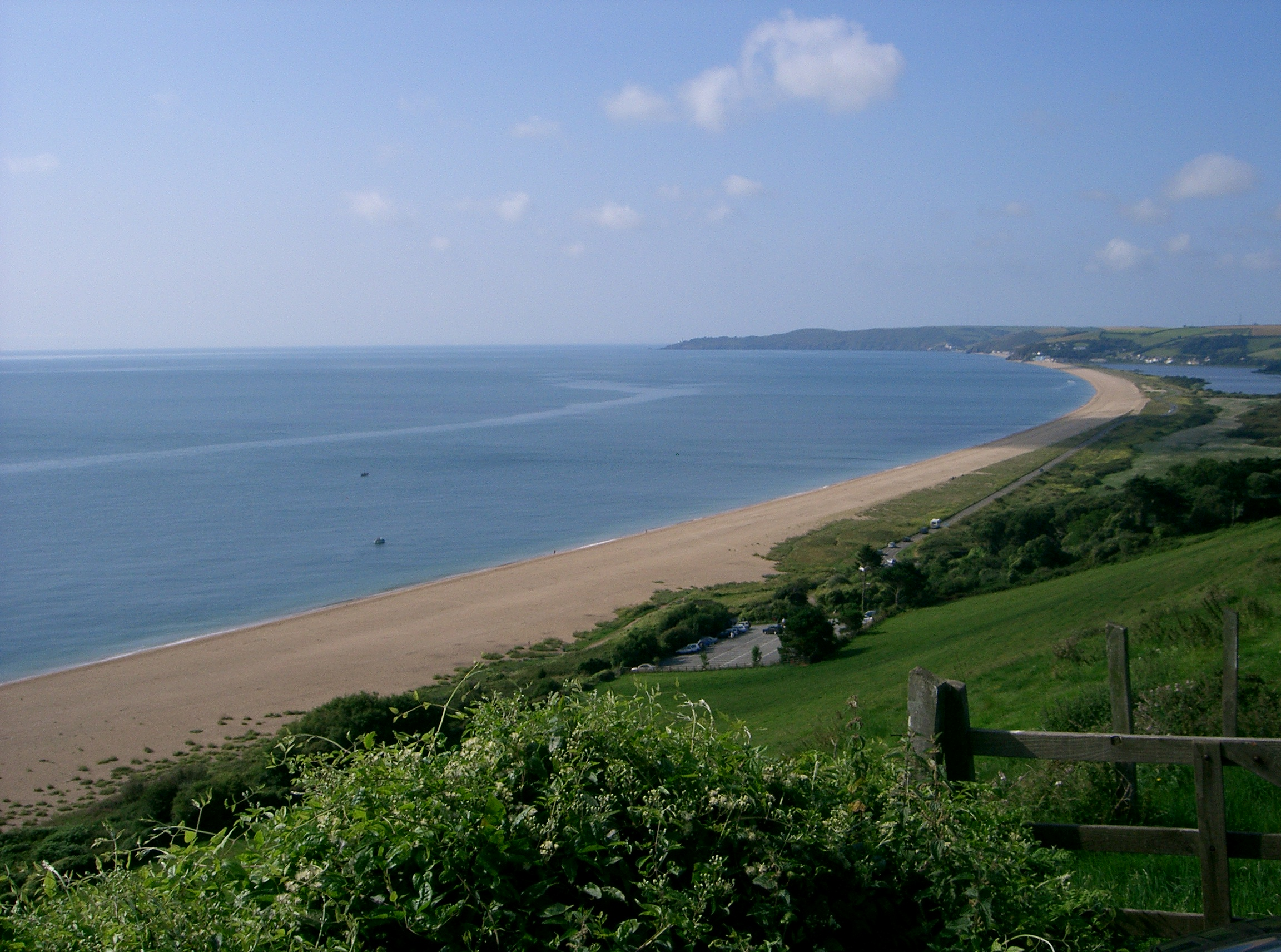
Сучасний вигляд пляжу Слептон, де проводилися генеральні репетиції з висадки військ

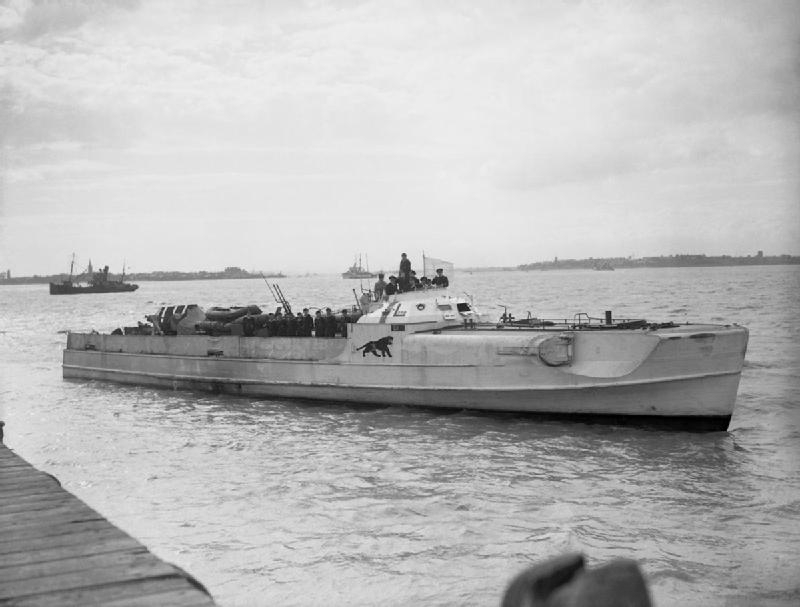
Торпедний катер Крігсмаріне, що атакували конвой десантно-висадочних засобів

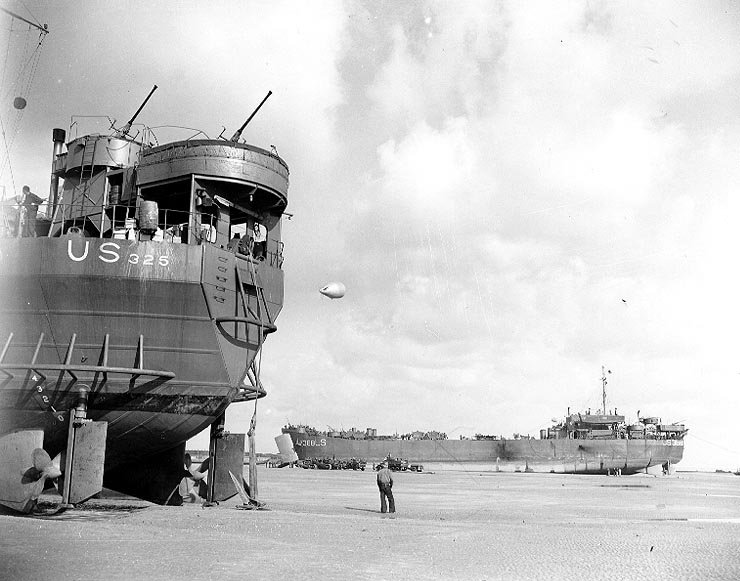
Великі танкодесантні кораблі LST, що були атаковані під час навчання

Військові навчання «Тайгер» (англ. Exercise Tiger) або Операція «Тайгер» (англ. Operation Tiger) — кодова назва військового навчання, генеральної репетиції вторгнення, що була проведена союзниками з метою завершення підготовки до висадки в Нормандію.
Під час проведення тренування конвой з військами був атакований німецькими торпедними катерами, що призвело до загибелі 946 американських військових.

## Навчання

### Тренування військ в практичних діях при висадці
Наприкінці 1943, з метою підготовки до вторгнення у Європу, британський уряд виділив на території графства Девон (село Слептон, Південний Гамс), спеціалізований район для проведення тренувань з висадки морського десанту на берег. Місцеве населення загальною чисельністю майже 3 000 було евакуйоване.
З грудня 1943 союзники розпочали широку практику проведення практичних тренувань з висадки десанту. Військове навчання «Тайгер», яке було заплановане на квітень-травень 1944, повинно було стати генеральною репетицією сил перед вторгненням. Пляж Слептона був обраний через свою подібність до запланованого плацдарму висадки «Юта».
Відповідно до плану проведення навчання, 22 квітня 1944 війська висунулися до району практичних дій до Слептона. На борту 9 великих танкодесантних кораблів (LST) знаходилося до 30 000 військовослужбовців армії США.
Забезпечення прикриття десантних сил покладалося на Королівські ВМС. 2 корвети, 3 торпедних катери та 2 артилерійських катери патрулювали підходи до району бухти, де проводилося тренування. Додатково, 1 торпедний катер постійно спостерігав за зоною навколо Шербура, де Крігсмаріне мали базу своїх торпедних катерів.

### Бій у бухті Лайм
Після завершення підготовчих занять, перше тренування з практичною висадкою військ на берег була проведена зранку 27 квітня. Заняття проводилися за планом, коли зранку 28 квітня, несподівано для союзників, 9 німецьких торпедних катерів, яких проґавили британські спостерігачі, побачивши конвой з 8 танкодесантних кораблів, що перевозили техніку та інженерне майно 1-ї спеціальної інженерної бригади, без коливань атакували союзні транспорти.
Перший десантний корабель (LST-507) отримавши серйозні пошкодження, запалав та був залишений екіпажем та пасажирами. LST-531 швидко затонув після того, як був торпедований німецьким катером, у той час як інший транспорт LST-289 спалахнув, але встиг наблизиться до берегової лінії. USS LST-511 був пошкоджений «дружнім вогнем». Решта кораблів та їхній ескорт відкрили безладну стрільбу, але німецькі торпедні катери без втрат залишили поле битви.
Втрати від блискавичного нападу склали 638 осіб загиблими (441 військових армії та 197 — моряків). Переважна більшість з них потонула у холодній воді Ла-Маншу, не дочекавшись допомоги. У паніці солдати залишали транспортні судна та тонули, не спромігшись використати рятувальні жилети. Багато хто з них, не встигши зняти бойове спорядження, стрибав у воду, але під вагою екіпірування не зміг випірнути.
З двох кораблів ескорту, що повинні були охороняти конвой суден при виконанні обов'язків був лише один. Командир британського корвета HMS «Азаліа», що вів конвой вишикував похідний стрій кораблів у лінію й прямував у голові похідного ордеру, чим створив передумови для легкої атаки торпедними катерами противника.
Другий корвет, що повинний був супроводжувати транспортні кораблі HMS «Скімітар», ескадрений міноносець часів Першої світової війни, під час шикування похідного ордеру зіткнувся з танкодесантним кораблем LST, отримав серйозні пошкодження й був вимушений лишити стрій, спрямувавши на Плімут.
Американське керівництво про це повідомлене не було. Коли британські спостерігачі з інших кораблів побачили вночі німецькі катери й доповіли про це, у тому числі командиру корвета, який не сповістив про це командирів десантних кораблів. Берегова артилерія британських артилерійських батарей побачила також торпедні катери, проте були проінструктовані не відкривати стрільби, щоб не демаскувати тренувальний центр у бухті, де проводилися навчання.
Коли решта десантних кораблів LST врешті-решт спромоглася висадити війська на узбережжя, безлад продовжувався. Хаотична стрілянина з кораблів продовжувалася, що призвело до загибелі ще 308 солдатів від «дружнього вогню». Британський важкий крейсер HMS «Хоукінс» продовжував методично обстрілювати берег, випустив по своїх солдатах 5 снарядів.